# Werner H. Schuster
Werner H. Schuster (* 1955 in Dresden) ist ein deutscher Schauspieler.

## Leben
Werner Schuster wuchs in der DDR auf. Nach seinem Schulabschluss absolvierte er eine Ausbildung zum Drucker. Später absolvierte er ein Studium der Kulturwissenschaften. Danach absolvierte er an der Theaterhochschule Leipzig eine professionelle Schauspielausbildung.
Als Bühnendarsteller wirkte er an verschiedenen Theaterhäusern in zahlreichen Theaterstücken mit, wie beispielsweise in Ein Sommernachtstraum oder in Moby-Dick. Er wirkte seit den 1990er-Jahren als Schauspieler vor der Kamera in einigen Film-und-Fernsehproduktionen mit, dabei vorwiegend in Nebenrollen.
Schuster lebt in Berlin.

## Filmografie (Auswahl)
- 1996: Alle zusammen – jeder für sich (Fernsehserie, 1 Folge)
- 1997: Gute Zeiten, schlechte Zeiten (Fernsehserie, 3 Folgen)
- 1999: Schloss Einstein (Fernsehserie, 4 Folgen)
- 2000: HeliCops – Einsatz über Berlin (Fernsehserie, 1 Folge)
- 2001: Balko (Fernsehserie, 1 Folge)
- 2002: In aller Freundschaft (Fernsehserie, 1 Folge)
- 2007: Polizeiruf 110: Gefährliches Vertrauen
- 2008: Unschuldig (Fernsehserie, 1 Folge)
- 2009: Unser Charly (Fernsehserie, 2 Folgen)
- 2010: Der Albaner
- 2018: SOKO Leipzig (Fernsehserie, 1 Folge)